# Notsodipus domain
Notsodipus domain is een spinnensoort uit de familie Lamponidae. De soort komt voor in het zuiden van Australië en Tasmanië.